# Oospila eminens
Oospila eminens là một loài bướm đêm trong họ Geometridae.